# André Hoch
André Hoch (* 21. September 1998) ist ein deutscher Degenfechter und deutscher Meister.

## Karriere
Bei den Deutschen Fechtmeisterschaften 2018 gewann Hoch mit der Degen-Mannschaft des FC Tauberbischofsheim die Goldmedaille. Bei den Deutschen Fechtmeisterschaften 2019 folgte eine Silbermedaille mit der Degen-Mannschaft.